# Tomek w tarapatach
Tomek w tarapatach – pierwsza powieść dla młodzieży Alfreda Szklarskiego, opublikowana w 1948 r. pod pseudonimem Fred Garland. Do pewnego stopnia jest szkicem późniejszej powieści „Przygody Tomka na Czarnym Lądzie” z cyklu o Tomku Wilmowskim. Opowiada o nastolatku podróżującym do Afryki, przeżywającym niezwykłe przygody, poznającym ciekawych ludzi.
Wznowienie wydane w 1994 r. przez Muza S.A. pod właściwym nazwiskiem autora zaopatrzono we wstęp redakcyjny sygnowany Rodzina Alfreda Szklarskiego.